# Ухов, Дмитрий Петрович
Дми́трий Петро́вич У́хов (15 июля 1946, Москва — 10 августа 2025, Москва) — российский журналист, специалист в области джазовой музыки, продюсер, председатель Московской ассоциации джазовых журналистов. Один из теоретиков и организаторов нового джаза. Переводчик с польского и английского языков.

## Биография
Окончил аспирантуру филфака МГУ, написав в 1980 году диссертацию «Поэтика современной популярной песни США и Англии» на кафедре зарубежных литератур (научный руководитель Ясен Засурский). Начал публиковаться в качестве музыкального критика в латвийской и эстонской прессе в середине 1960-х годов. В разные годы работал в газете «Коммерсантъ», «Еженедельном журнале», на радио «Культура». В 1980-е годы публиковался в музыкальном самиздате (журналы «Квадрат», «Панорама»).
Умер 10 августа 2025 года в возрасте 79 лет после тяжёлой болезни.